# Bobby (album)
Bobby – czwarty album wykonawcy R&B, Bobby'ego Browna. Wydany został w 1992 przez MCA Records.

## Lista utworów
1. „Humpin' Around (Prelude)”
2. „Humpin' Around”
3. „Two Can Play That Game”
4. „Get away”
5. „Till The End Of Time”
6. „Good Enough”
7. „Pretty Little Girl”
8. „Lovin' You Down”
9. „One More Night”
10. „Something In Common” (z Whitney Houston)
11. „That's The Way Love Is”
12. „College Girl”
13. „Storm Away”
14. „I'm Your Friend” (z Debrą Winans)